# والتر تي كيروين جونيور
والتر تي كيروين جونيور (بالإنجليزية: Walter T. Kerwin, Jr.)‏ هو عسكري أمريكي، ولد في 14 يونيو 1917 في وست تشستر ‏ في الولايات المتحدة، وتوفي في 11 يوليو 2008 في الإسكندرية في الولايات المتحدة.